# Pęgów
Pęgów [pronunciación en polaco: /ˈpɛŋɡuf/] es un pueblo ubicado en el distrito administrativo de Gmina Uniejów, dentro del condado de Poddębice, Voivodato de Łódź, en el centro de Polonia. Se encuentra a unos 8 kilómetros al noreste de Uniejów, a 16 kilómetros al noroeste de Poddębice, y a 50 kilómetros al noroeste de la capital regional Łódź.